# Pont Alassane Ouattara
Le Pont Alassane Ouattara  est un pont routier à haubans à Abidjan, en Côte d'Ivoire. Il relie les communes de Cocody et du Plateau. 

## Histoire
Les travaux de constructions du cinquième pont de la capital économique sont lancés le 22 mars 2019 et sont pris en charge par la société publique marocaine Marchica Med. C'est le groupe chinois China road and bridge corporation (CRBC) avec le Bureau national d'études techniques et de développement (Bnetd) qui exécute les travaux,.
Financés à hauteur de 77,5 milliards F CFA prêtés par la banque islamique de développement, les travaux devaient initialement s'achever en mars 2022. Avec les constructions adjacentes – échangeurs, deux viaducs et haubans – le coût global des investissements est de 113 milliards FCFA.
Le pont a été inauguré le 12 août 2023  par le président de la république de côte d'Ivoire, son excellence M. Alassane Ouattara,. L’ouvrage d’art, qui est le cinquième pont construit sur la Lagune Ebrié à Abidjan, et le premier pont à haubans de Côte d’Ivoire, est baptisé Pont Alassane Ouattara, en hommage à son initiateur,,. 

## Description
D’une longueur de 630 mètres dont 200 mètre à haubans enjambant le chenal de la baie de Cocody, le Pont Alassane Ouattara a été officiellement remis par le président de la république, Alassane Ouattara. L'ouvrage se compose de plusieurs éléments distincts. Du côté est de la baie de Cocody, il y a un viaduc d'accès long de 260 mètres et 24 mètre de large, doté de 2 x 2 voies de circulation, ainsi que de deux passages de 1,5 mètre de large chacun destinés aux cyclistes et aux piétons. De l'autre côté de la baie, côté ouest de la commune du Plateau, un second viaduc d'accès s'étend sur 147 mètres et comprend une voie de circulation, ainsi qu'un passage dédié aux cyclistes et aux piétons.
En outre, le pont possède deux échangeurs, leurs bretelles de liaison, les voies d'accès et des adaptations aux voies existantes. La longueur totale de tous ces éléments atteint 1,6 Km au cumul.
Les fondations profondes, réalisées par des pieux de 2 mètres de diamètre, s'étendent jusqu'à une profondeur de 70 mètres. Le tablier, large de 24 mètres, est équipé de deux fois deux voies de circulation, ainsi qu'une piste cyclable et un espace pour les piétons.

### Le pylône
Le point culminant de cet ouvrage est un pylône de 108 mètres de hauteur. Ce pylône est associé à une travée principale haubanée de 200 mètres de portée. À l'avant du pylône, une seule nappe de 11 haubans est ancrée tous les 15 mètres dans le tablier, tandis qu'à l'arrière, deux nappes de 4 haubans sont fixées dans une culée creuse pour absorber les forces de soulèvement des haubans de retenue. Le pylône unique de l'ouvrage principal est en béton précontraint et présente une forme de boomerang, ainsi qu'une forme de Y inversé selon la perspective. Enfin, le tablier, d'une largeur de plus de 25 mètres, possède une structure en caisson mixte acier-béton.
L'ouvrage principal est également équipé d'un système d'éclairage artistique comprenant des LED intégrées dans les haubans, ainsi qu'un réseau de 55 projecteurs orientés vers le pylône, le tablier et les 6 travées au total.